# روزنامه ورزشی گل
روزنامه ورزشی گل یک روزنامه ورزشی است. در رتبه‌بندی روزنامه‌های ایران بر پایه عملکردشان تا کنون جزء بیست روزنامه برتر کشور، به انتخاب وزارت فرهنگ و ارشاد اسلامی بوده است.

## تاریخچه
روزنامه ورزشی گل ابتدا با شانزده صفحه گلاسه در سال ۱۳۸۴ کار خود را شروع کرد. این روزنامه توسط نعمت‌الله شهبازی به عنوان مدیر مسئول و مجید کوهستانی به عنوان سردبیر پایه ‌ریزی شد که تا کنون بیشتر از ۳۵۰۰ شماره از آن منتشر شده است. این روزنامه، نخستین روزنامه ورزشی گلاسه کشور است. روزنامه ورزشی گل در ابتدا هر هفته یک ویژه نامه از استان‌های مختلف کشور را به چاپ می‌رساند. روزنامه ورزشی گل، در ابتدای کار خود حدود ۱۵۰ پرسنل داشت.

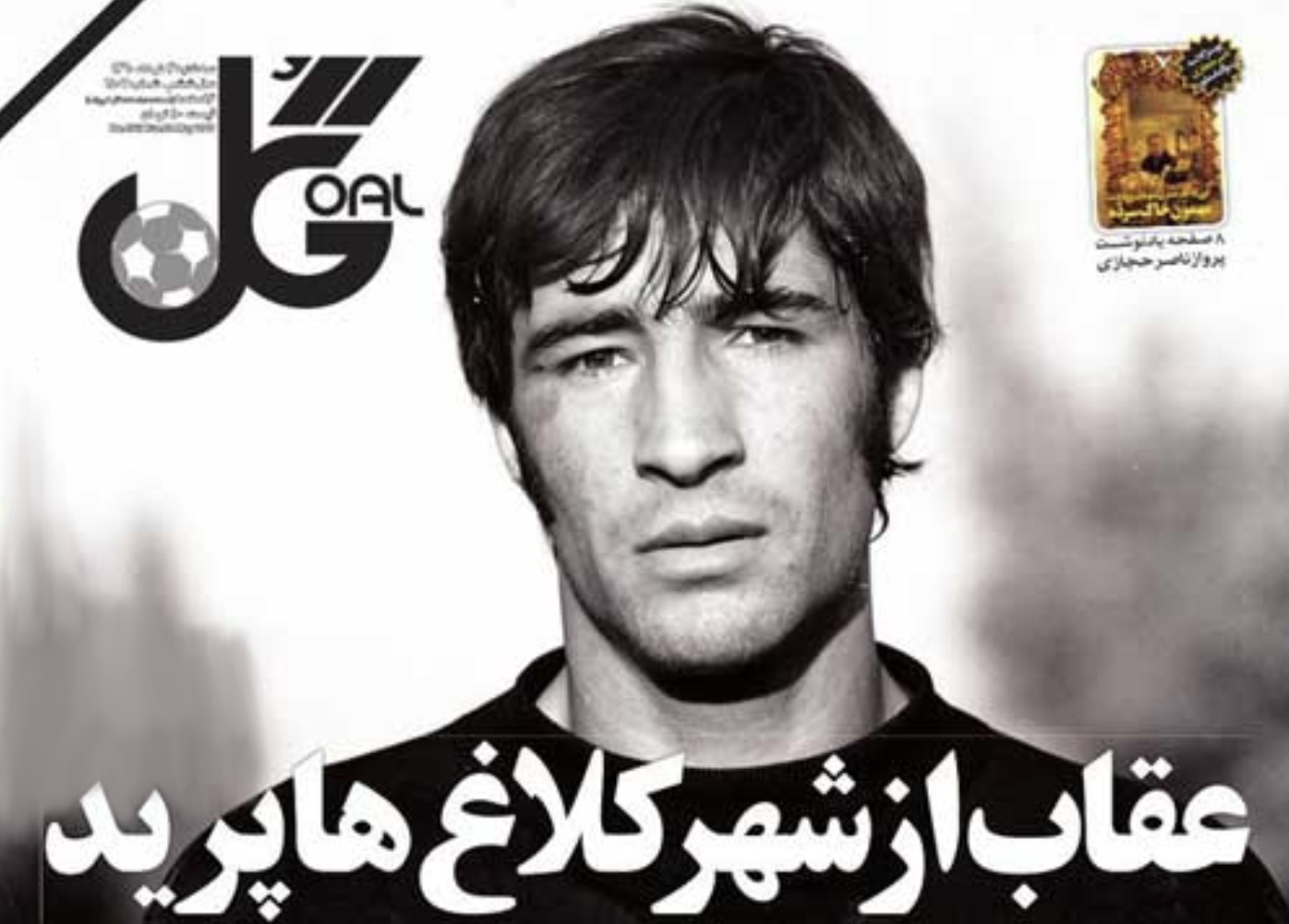

جلد ویژه روزنامه گل برای درگذشت ناصر حجازی، اردیبهشت ۱۳۹۰

## سردبیری
روزنامه نگارانی که تحریریه روزنامه ورزشی گل را اداره کرده‌اند، از ابتدا تا کنون دو نفر بوده‌اند. نخستین سردبیر روزنامه ورزشی گل مجید کوهستانی بود که ۱۰ سال ابتدایی این روزنامه را اداره کرد و بعد از آن یکی از روزنامه نگاران به نام شاهین طهرانی که از ابتدای راه اندازی این روزنامه در کنار این روزنامه بوده‌است سکان هدایت تحریریه روزنامه ورزشی گل را به عهده گرفته است.
روزنامه نگاران شاغل در تاریخ روزنامه گل عبارت بودند از:
مجید کوهستانی، محمدرضا نصیری، شاهین طهرانی، آرش رستم نمدی، رسول بهروش،امیر وفایی،آرش جعفری، مرتضی پیچکا ، پویا عباسی، رضا خدادادی، هدیه خطیبی،پریسا اسلام زاده، هیوا مافی، مهدی غفاری، مهین گرج،مهدی اسماعیل پور.

## تیراژ
روزنامه ورزشی گل یکی از روزنامه‌های مطرح کشور بوده‌است که دکه‌داران از فروش بالای آن خبر می‌دادند. این روزنامه در دوران شکوفایی رسانه‌های کاغذی به دلیل نوع خاص صفحه آرایی و استفاده از کاغذ گلاسه مورد استقبال ورزش دوستان بوده‌است. روزنامه ورزشی گل تیراژ ۱۵۰ هزار نسخه‌ای در روز را هم تجربه کرده‌است.